# Obernau (Rottenburg)
Pour les articles homonymes, voir Obernau.
Obernau est un quartier de la ville de Rottenburg am Neckar, situé en République fédérale d'Allemagne, dans le Land du Bade-Wurtemberg, dans l'arrondissement de Tübingen.

## Géographie
Obernau est situé six kilomètres à l'ouest de Rottenburg, sur la rivière gauche du Neckar.

### Expansion
Le territoire communal du quartier d' Obernau s'étend sur 378 hectares. 54,2 % de ce territoire de ce territoire sont consacrés à l'agriculture, 34,7 % à la sylviculture, 7,9 % constituent des zones d'habitations,19,9 % un plan d'eau.

### Communes voisinss
Les communes voisines d'Obernau sont, partant du Nord : Nellingsheim, Bad Niedernau, Schwalldorf et Bieringen, villages tous situés dans l'arrondissement de Tübingen. Toutes les municipalités voisines, sauf Nellingsheim, sont des quartiers de la ville de Rottenburg-sur-Neckar.

## Population
Au 31 janvier 2008, Obernau comptait 503 habitants (densité de population est 133 hab./km2).

### Religions
Les habitants d'Obernau sont majoritairement catholiques.